# Jac Hensen
Jac Hensen is een Nederlandse winkelketen die zich specialiseert in herenkleding, -schoenen en -accessoires met in totaal elf vestigingen in oost- en midden Nederland. De keten is vernoemd naar de oprichter Jacques Hensen die in 1977 het eerste filiaal in Amersfoort opende.

## Geschiedenis

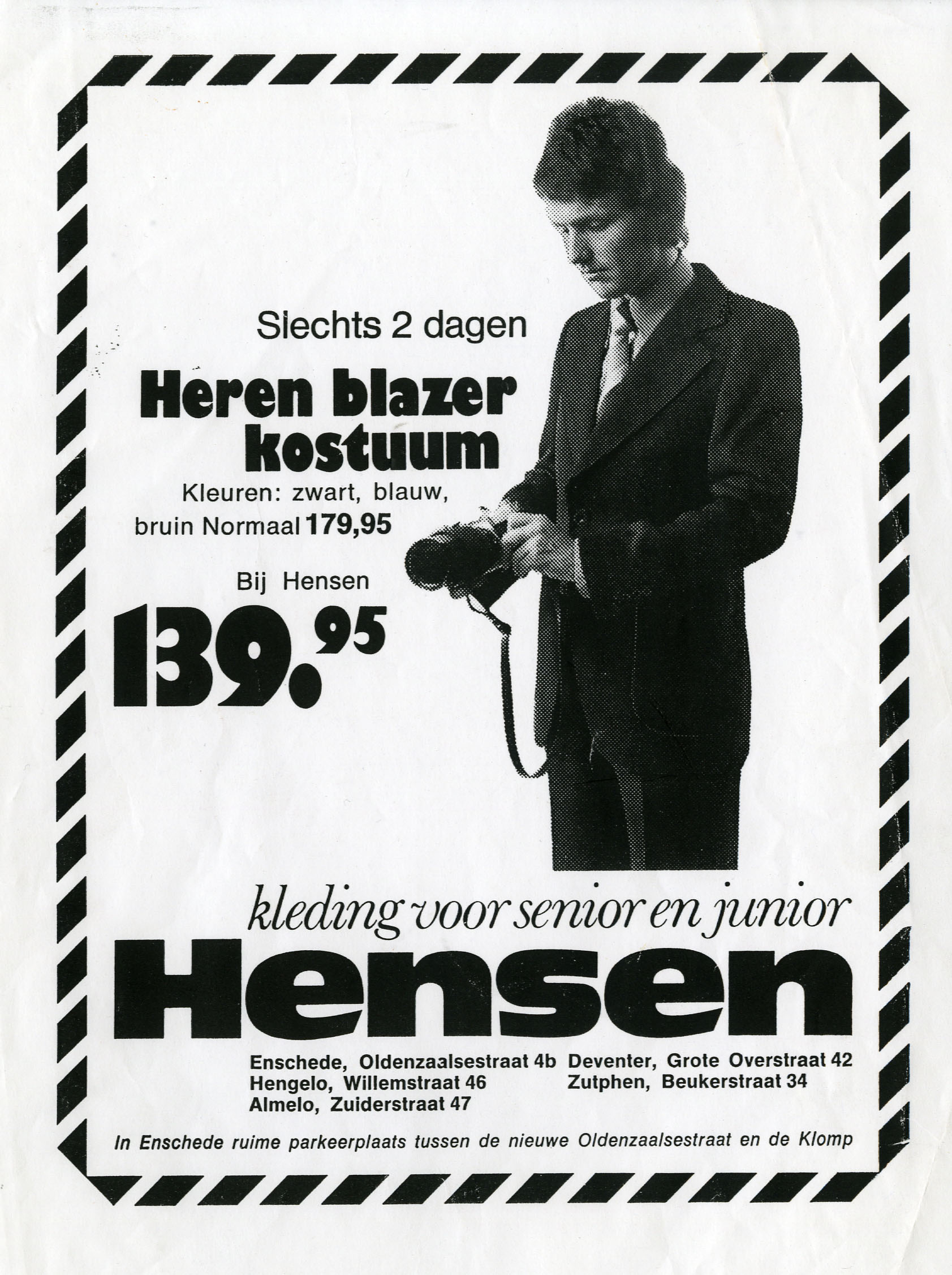
Jac Hensen staat zelf model voor zijn advertentie in 1978

Op 13 augustus 1977 opende Jac Hensen zijn eerste winkel aan de Langestraat 8 in Amersfoort. Zowel de inkoop, verkoop als advertenties en modelleren werden door de Jac zelf gedaan. Middels mond-tot-mondreclame en de voor destijds opvallende campagnes groeide Jac Hensen en kon in 1986 een filiaal in Ede geopend worden, gevolgd door een filiaal in Zeist in 1989. In 1992 verhuisde de Jac Hensen in Amersfoort naar een nieuw pand en in 2000 opnieuw naar de huidige locatie. In 2005 nam Jac de zes winkels van Mode Hensen over van een familielid. Robin Hensen, de zoon van Jac Hensen, nam in datzelfde jaar vier winkels over van zijn vader. In 2010 begon Jac Hensen onder leiding van Robin ook met de online verkoop van kleding. In 2012 opende Jac Hensen zijn nieuwste aanwinst in Dordrecht, een gebouw dat tussen 2016-2017 werd gerestaureerd om het in zijn originele staat te herstellen.

## Organisatie

### Hoofdkantoor

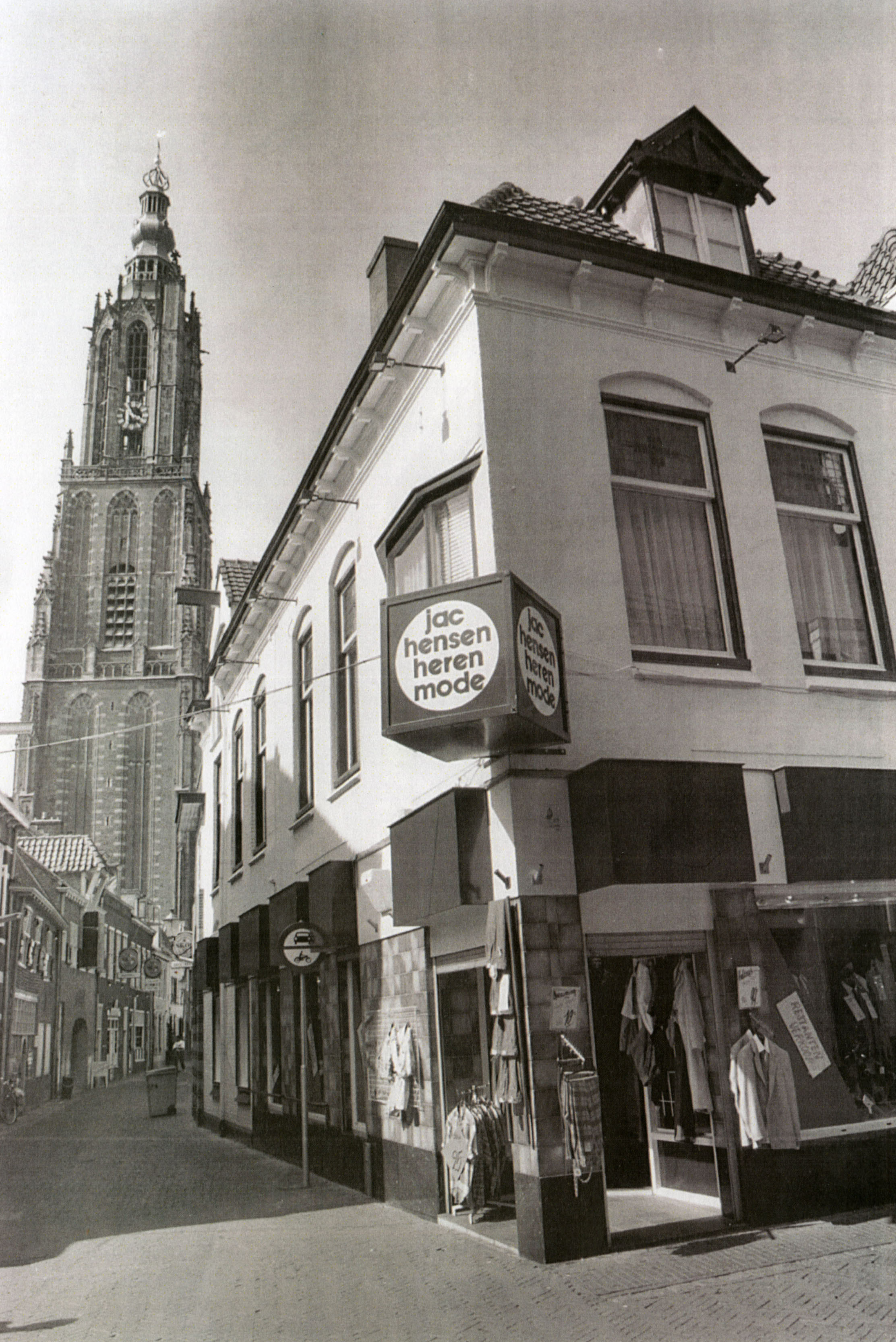
Eerste Jac Hensen filiaal op de Langestraat in 1977

Het hoofdkantoor van Jac Hensen bevindt zich bij het filiaal aan de Langestraat in Amersfoort. Het gebouw diende al rond 1915 als textiel- en manufacturenwinkel en huisde rond 1960 een winkel van Wim Jaquet Sports. Het is vervolgens rond 1970 (deels) gesloopt om plaats te maken voor een nieuwbouw pand van de C&A. Jac Hensen nam zijn intrek in het gebouw in 2000 en is daar nog steeds te vinden.

### Winkels
Jac Hensen heeft winkels in Almelo, Amersfoort, Apeldoorn, Deventer, Dordrecht, Ede, Enschede, Hengelo, Veenendaal, Zeist en Zutphen. 

#### Bijzondere panden
Jac Hensen opende in 2017 hun winkel in Dordrecht. In 2019 wonnen de eigenaren van dit woon- en winkelpand de Dordtse Puienprijs voor de zorgvuldige restauratie van het vroegere Art Decopand uit 1919. Zo kreeg het pand zijn originele grijze kleur terug na kleurhistorisch onderzoek.
De Jac Hensen te Veenendaal is gevestigd in de Scheepjeshof, de naam een knik naar het wol verleden van de stad en de wolfabriek, de Scheepjeswol, die zich vroeger op de plek van dit filiaal bevond.
In 1997 verhuisde Jac Hensen in Ede naar een monumentaal postkantoor uit 1906.

## Merken
Jac Hensen voert een aantal bekende Nederlandse merken zoals Dstrezzed, Scotch & Soda en G-Star, maar richt zich ook op buitenlandse merken zoals Björn Borg, Calvin Klein, Superdry, Jack & Jones en Wrangler. 
Daarnaast heeft Jac Hensen ook een aantal eigen merken: Jac Hensen, Hensen, Nils en Jac Hensen Premium. Het jeansmerk Lion behoorde eveneens tot Jac Hensen, maar wordt niet meer geproduceerd.

## Prijzen
| Jaar      | Categorie                                 | Resultaat | Referentie |
| --------- | ----------------------------------------- | --------- | ---------- |
| 2016-2017 | Beste Winkelketen van Nederland 2016-2017 | Gewonnen  | [ 5 ]      |
| 2016-2017 | Webshop Awards Nederland 2016-2017        | Gewonnen  | [ 5 ]      |
| 2016-2017 | Cross Channel Award 2016-2017             | Gewonnen  | [ 6 ]      |
| 2017      | Beste Winkelketen van Nederland 2017      | Gewonnen  | [ 7 ]      |